# 장크롬친화성유사세포
장크롬친화성유사세포(enterochromaffin-like cells) 또는 ECL 세포는 상피 아래의 위 점막에서 발견되는 신경내분비세포의 일종이다. 특히 벽세포 인근에 많이 존재하며, 히스타민을 방출해 벽세포의 위산 생산을 돕는다. 장내분비세포의 일종으로도 분류된다.

## 기능

히스타민

ECL 세포는 히스타민을 합성하고 분비한다. 가스트린과 뇌하수체 아데닐산 고리화효소 활성화 펩타이드(PACAP)라는 호르몬이 ECL 세포를 자극해 히스타민을 분비하도록 만든다. 가스트린을 분비하는 세포인 G세포는 가스트린 방출 펩타이드라는 신경전달물질을 통해 미주신경의 자극을 받아 활성화되며, 활성화된 G세포는 가스트린을 분비해 ECL 세포가 히스타민을 분비하게 만든다. 이 회로는 아세틸콜린(ACh)으로 활성화되지 않으며, 따라서 아트로핀 등을 투여해도 G세포가 미주신경 자극을 받는 것을 막지 못한다.
그러나 한편으로 G세포를 거치지 않고 직접 미주신경이 ECL 세포를 자극하기도 하는데, 이때는 아세틸콜린이 ECL 세포의 M1 수용체를 자극한다. 이 경로는 G세포를 거치는 경로와 달리 아트로핀에 의해 억제된다.
히스타민과 가스트린은 상승작용을 일으켜 벽세포에서 염산을, 주세포에서 펩시노겐을 분비하도록 강하게 자극한다. ECL 세포를 억제하는 주요 인자는 델타세포(D세포)에서 나오는 소마토스타틴이다.

## 임상적 중요성
ECL 세포가 장기간 자극을 받으면 세포가 증식한다. 이는 가스트린을 과다하게 분비하는 종양인 가스트린종에서 특히 중요한데, ECL 세포의 증식은 졸린거-엘리슨 증후군 발병에 기여하는 인자 중 하나로 작용하기 때문이다. 위산 분비를 장기간 억제하는 경우 ECL 세포 기원 종양이 발생한다고 한때 생각되었으나, 이 주장을 뒷받침하는 근거 자료는 없으며 양성자 펌프 억제제(PPI)는 위암 발생에 영향을 주지 않는다고 현재는 추정된다.

## 역사
조직학적 소견상 크롬친화성세포와 유사한 염색 패턴을 보여 이러한 이름이 붙었다. 특히 은 염색에서 두드러진다.

## 같이 보기
- 장크롬친화성세포
- 크롬친화성세포